# Пратітья самутпада
З усіх речей, що виникають з причини,
Татхаґата (Будда) пояснив їхню причину;

І як вони приходять до свого кінця, про це він також розповідає,
Таке вчення Великого Відлюдника.— Арахант Ассаджі 
Праті́тья самутпа́да — це принцип причинності, як речі виникають залежно від причини, і є одним з центральних вчень буддизму. Вчення про залежне виникнення стосується як причинності як базового принципу, так і ланцюга взаємозалежного виникнення, що показує, як невігластво призводить до безперервного переродження.

## Причинність
Взаємно залежне виникнення є логічним розвитком принципу причинності. У буддизмі це коротко описується наступним чином:
1. Коли це є, то є і те.
2. З виникнення цього виникає виникнення того.
3. Коли цього немає, немає і того.
4. З припинення цього приходить припинення того.

Ця причинність є основою всього існування. Всі зумовлені явища у всесвіті виникають з інших явищ, а тому є тимчасовими й порожніми, без сутнісного і незмінного «я». Нірвана — єдине безумовне явище, яке не підлягає причинно-наслідковим зв'язкам.

## Інтерпретація
Принцип залежного виникнення має кілька філософських наслідків.
- Як онтологічний принцип (тобто як метафізична концепція про природу існування), він стверджує, що всі явища виникають з інших явищ, що існували раніше, і, своєю чергою, теперішні явища зумовлюють майбутні явища. Таким чином, все, що існує у світі, було породжене причинами та умовами.[5] Традиційно це також пов'язано з вченням про переродження, а також про те, що переродження відбувається без фіксованого «я» чи вічної душі, але як процес, зумовлений різними явищами та їхніми взаємозв'язками.[5]
- Як феноменологічний або психологічний принцип, він стосується роботи розуму і того, як виникають страждання, потяги та ідея «Я». Він може стосуватися того, як різні психічні стани обумовлюють один одного в часі, або як різні психічні явища обумовлюють один одного в один момент часу.[6]
- Як епістемологічний принцип (тобто як теорія про знання), вона стверджує, що не існує постійних і стабільних речей (хоча нірвану іноді можна розглядати як виняток).[6] Оскільки все має залежне походження, ніщо не є постійним (анікка) і ніщо не має повністю незалежного «я» або сутності (анатта).[7] Отже, всі явища і переживання позбавлені незалежної ідентичності.[8] У різних традиціях це тісно пов'язане з доктриною порожнечі (санскр. śūnyatā).[9]

## Ланцюг взаємозалежного виникнення

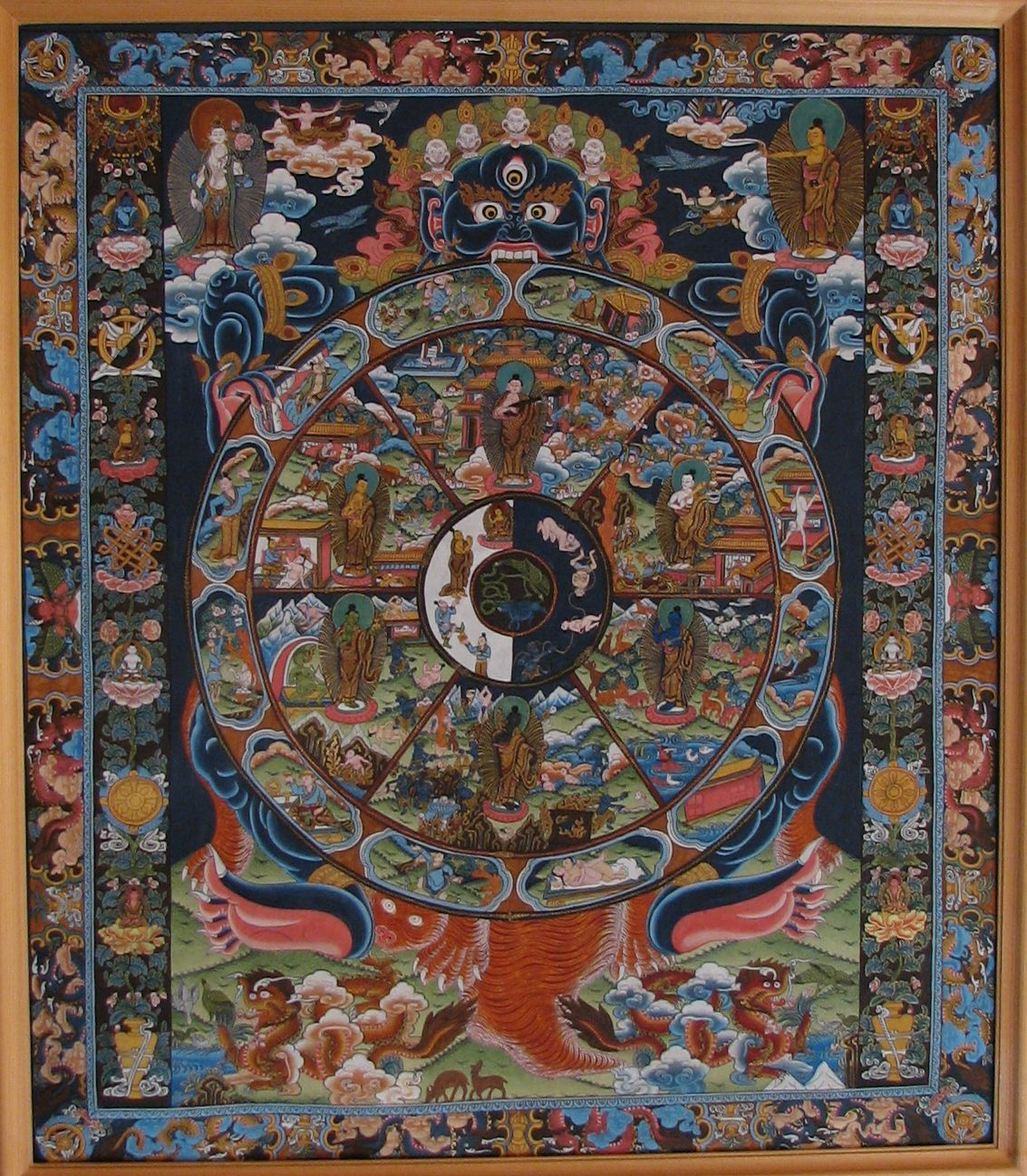
Бгавачакра, колесо буття.

У ланцюжку взаємозалежного виникнення Будда обговорює причину страждання. Ланцюжок показує, який стан передує стражданню. Зрештою, це призводить до висновку, що невігластво (незнання або помилкове знання) спричиняє страждання, і що якщо немає невігластва, то не може бути й страждання. Це і є метою буддійського шляху.

### Дванадцятикратний ланцюжок
У Трипітаці згадується кілька ланцюжків, що різняться за кількістю. Найвідомішим є 12-кратний ланцюг причин, який виглядає наступним чином:
| Причина                         | Пояснення                                                      |
| ------------------------------- | -------------------------------------------------------------- |
| 1. Невігластво                  | Неправильне знання (Авідья)                                    |
| 2. Психічні утворення           | Сакгари: хвилювання, наміри                                    |
| 3. Свідомість                   | Віджняна                                                       |
| 4. Ім'я і форма                 | Розум і тіло, або п'ять скандг                                 |
| 5. Шість почуттів               | бачити, чути, відчувати (дотик), нюх, смак, інтелект           |
| 6. Контакт                      | Зближення свідомості, органу чуття та об'єкта чуття            |
| 7. Сприйняття і відчуття        | Пізнання і оцінка відчуття: приємне, нейтральне або неприємне. |
| 8. Бажання і прагнення          |                                                                |
| 9. Прихильність і прив'язаність |                                                                |
| 10. «Становлення»               | набуття чи прийняття ідентичності                              |
| 11. Народження                  |                                                                |
| 12. Старість і смерть           |                                                                |

Цей ланцюжок причин іноді розглядають у «прямому», а іноді у «зворотному напрямку. У прямому напрямку ми починаємо з невігластва і розглядаємо, як воно призводить до (зрештою) старості й смерті. Зворотний напрямок починається зі старості та смерті й розглядає, що їх спричиняє. Цей напрямок повернення вперше використав Будда, пізніше він також використовував напрямок вперед.

### Дев'ятикратний ланцюг
У дев'ятикратному ланцюгу свідомість є першим (або останнім) кроком, і стверджується, що свідомість і нама-рупа мають один одного як передумови. Нове людське існування виникає, коли свідомість входить в утробу матері і з'єднується з присутнім там ембріоном. Це відповідає пізнішим вченням, таким як Йогакара, в якому алія-віджняна є носієм кармічного насіння і є сполучною ланкою між двома існуваннями. Але це також сприяло появі ідеї татхаґатаґарби і Будди-природи, в якій свідомість постає як безумовне явище.